# Sono (département)
Pour la commune, voir Sono.
Sono est un département et une commune rurale du Burkina Faso situé dans la province de Kossi de la région de la Boucle du Mouhoun. Il compte 10 115 habitants en 2019.

## Villages
Le département de Sono regroupe un village chef-lieu :
- Sono (3 482 habitants)

et neuf autres villages :
- Bantombo	(531 habitants)
- Botte (166 habitants)
- Dankoumana (672 habitants)
- Kallé (905 habitants)
- Koury	(685 habitants)
- Lanfiéra-Koura	(59 habitants)
- Siéla (546 habitants)
- Soro	(272 habitants)
- Zampana (? habitants)